# Artikel 8 des Grundgesetzes für die Bundesrepublik Deutschland

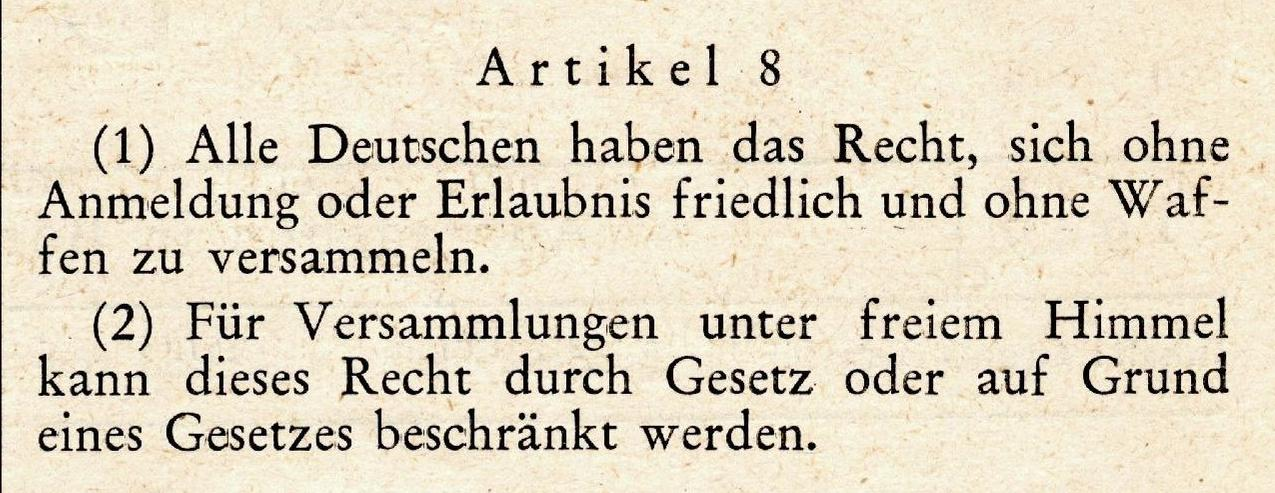
Artikel 8 des Grundgesetzes für die Bundesrepublik Deutschland aus der ersten Ausgabe des Bundesgesetzblatts vom 23. Mai 1949

Artikel 8 des deutschen Grundgesetzes (GG) verbürgt die Versammlungsfreiheit. Er ist Teil des ersten Abschnitts des Grundgesetzes, in dem die Grundrechte gewährleistet werden. Bei der Versammlungsfreiheit handelt es sich um das Recht, sich ungehindert privat oder in der Öffentlichkeit friedlich ohne Waffen zu versammeln. Von besonderer praktischer Bedeutung ist Art. 8 GG im Zusammenhang mit öffentlichen Demonstrationen, bei denen das freie Versammeln die Teilnahme an der öffentlichen Meinungsbildung fördert. Daher besteht zwischen ihm und der in Art. 5 GG garantierten Meinungsfreiheit und anderen Kommunikationsgrundrechten ein enger Zusammenhang.
Die Versammlungsfreiheit kann durch kollidierendes Verfassungsrecht eingeschränkt werden. Von besonderer praktischer Bedeutung ist hierbei die Staatspflicht zum Schutz von Leib und Leben seiner Bürger, die aus Art. 2 Absatz 2 Satz 1 GG folgt. Im Absatz 2 von Art. 8 GG wird dem wie folgt Rechnung getragen:
 „Für Versammlungen unter freiem Himmel kann dieses Recht durch Gesetz oder auf Grund eines Gesetzes beschränkt werden.“
Im Wesentlichen geschieht dies durch die Versammlungsgesetze des Bundes und einiger Bundesländer.

## Normierung
Art. 8 GG lautet seit Inkrafttreten des Grundgesetzes am 24. Mai 1949 wie folgt:

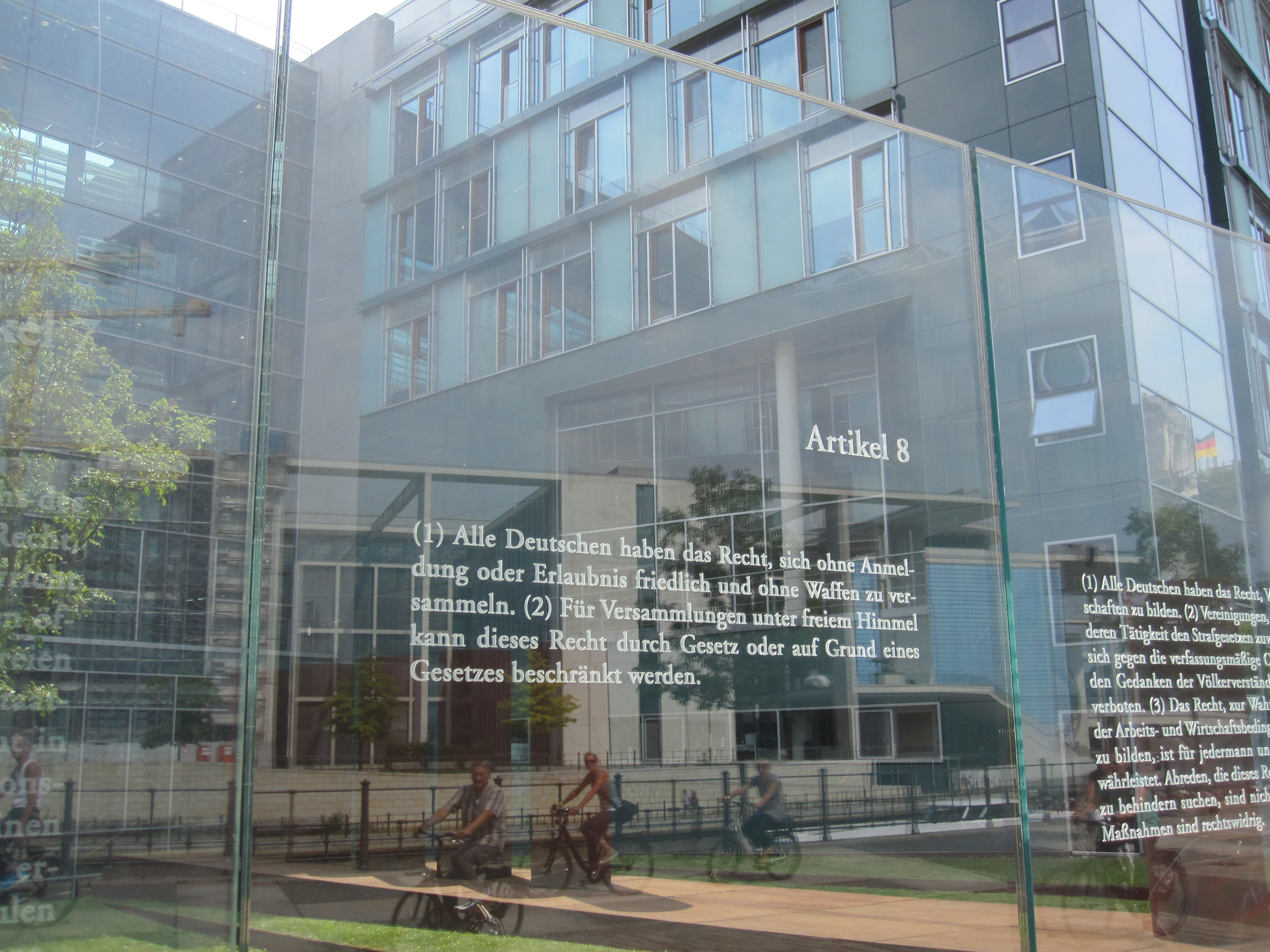
Artikel 8 des Grundgesetzes – eine Arbeit von Dani Karavan an den Glasscheiben zur Spreeseite beim Jakob-Kaiser-Haus des Deutschen Bundestags in Berlin

(2) Für Versammlungen unter freiem Himmel kann dieses Recht durch Gesetz oder auf Grund eines Gesetzes beschränkt werden.
Die durch Art. 8 GG verbürgte Freiheit dient vorrangig der Abwehr hoheitlicher Eingriffe durch Grundrechtsträger, weswegen sie ein Freiheitsrecht darstellt. Die Freiheit des Versammelns steht als kollektive Form der Meinungsbildung und -kundgabe in engem Zusammenhang mit den durch Art. 5 GG geschützten Kommunikationsgrundrechten. Daher betrachtet das Bundesverfassungsgericht die Versammlungsfreiheit ebenso wie die Kommunikationsgrundrechte als konstituierend für die demokratische Grundordnung.
Art. 8 GG bindet gemäß Art. 1 Absatz 3 GG die drei Staatsgewalten Exekutive, Legislative und Judikative. Bürger und Verbindungen des Privatrechts sind daher nicht an das Grundrecht gebunden. Abgrenzungsschwierigkeiten ergeben sich hinsichtlich der Grundrechtsverpflichtung bei privatrechtlich organisierten Gesellschaften, an denen sich sowohl Private als auch die öffentliche Hand beteiligten. Das Bundesverfassungsgericht betrachtet solche Unternehmen als in vollem Umfang grundrechtsgebunden, sofern die öffentliche Hand das Unternehmen beherrscht. Dies trifft zu, wenn sich mehr als 50 % des Unternehmens in öffentlicher Hand befinden.

## Entstehungsgeschichte

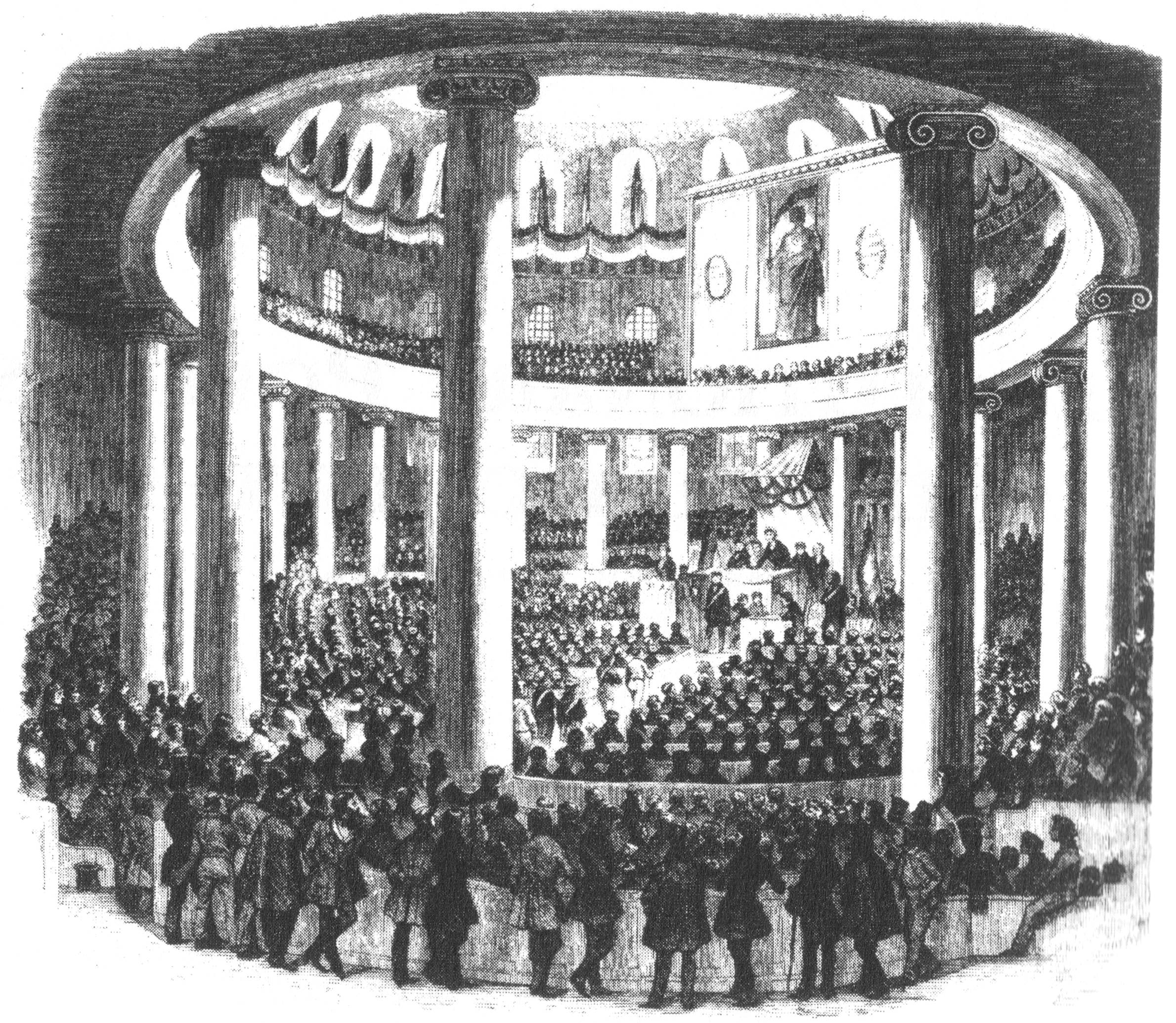
Vorparlament in der Paulskirche in Frankfurt, wo später die Nationalversammlung tagte

Das Grundrecht des Artikel 8 GG geht historisch auf § 161 der Paulskirchenverfassung von 1848 zurück. Diese Norm entstand unter dem Eindruck staatlicher Versuche, insbesondere politische Versammlungen einzuschränken, etwa durch die Karlsbader Beschlüsse von 1819 oder durch die Repressionen in Folge des Hambacher Fests von 1832. § 161 der Paulskirchenverfassung garantierte allen Deutschen das Recht, sich friedlich und ohne Waffen zu versammeln. Versammlungen unter freiem Himmel durften bei Vorliegen einer dringenden Gefahr für die öffentliche Sicherheit oder Ordnung allerdings verboten werden. Die Paulskirchenverfassung setzte sich aufgrund des Widerstands zahlreicher deutscher Staaten jedoch nicht durch, sodass ihr § 161 keine Rechtswirkung entfaltete. Allerdings griffen einige Staaten die Gewährleistungen der gescheiterten Verfassung auf und führten infolgedessen Versammlungsrechte in ihre Verfassungen ein, deren Umfang teilweise den des § 161 erreichte, teilweise deutlich hinter diesem zurückblieb.

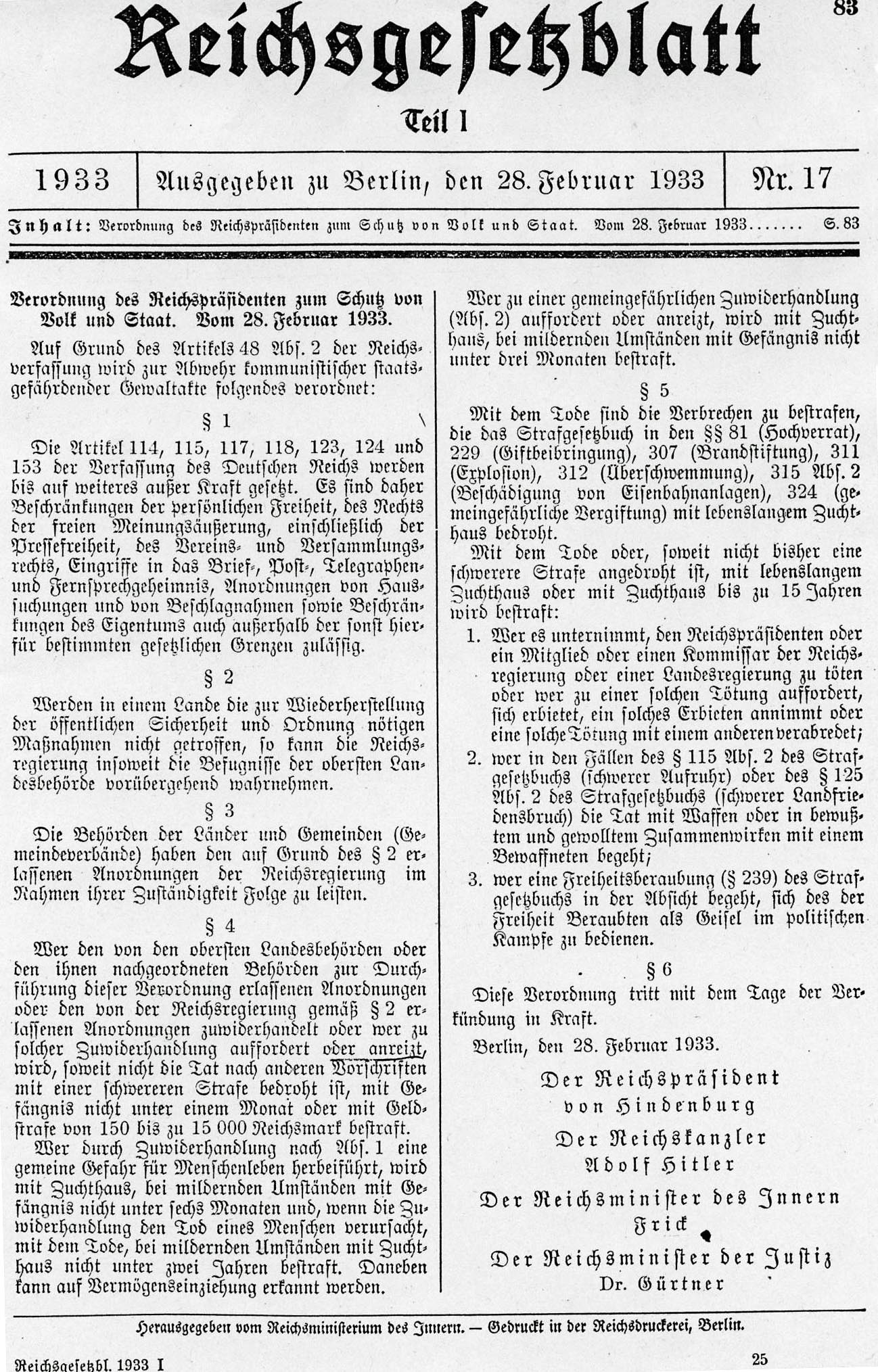
Verordnung vom 28. Februar 1933

Die Weimarer Reichsverfassung (WRV) von 1919 gewährleistete mit Art. 123 ein Recht auf Versammlungsfreiheit. Der Umfang dieser Gewährleistung entsprach der des früheren § 161 der Paulskirchenverfassung. Art. 123 WRV wurde im Rahmen der Verordnung des Reichspräsidenten zum Schutz von Volk und Staat vom 28. Februar 1933 außer Kraft gesetzt.
Nach dem Zweiten Weltkrieg entwickelte der Parlamentarische Rat zwischen 1948 und 1949 eine neue Verfassung für die Bundesrepublik Deutschland. Im Zuge dessen entschloss er sich zur Aufnahme der Versammlungsfreiheit in den Grundrechtskatalog der neuen Verfassung. Dies setzte sie durch Art. 8 GG um. Diese Bestimmung blieb seit Inkrafttreten des Grundgesetzes in ihrem Wortlaut unverändert.
Maßgeblich geprägt wurde die Rechtsdogmatik der Versammlungsfreiheit durch den Brokdorf-Beschluss von 1985. Im Zuge dieses Verfahrens entschied das Bundesverfassungsgericht erstmals über die Zulässigkeit eines Versammlungsverbots. Beschwerdeführer waren Demonstranten, die gegen den Bau des Kernkraftwerks in Brokdorf demonstrierten. Die Demonstration wurde unter Berufung auf einen Verstoß gegen die Anmeldepflicht aus § 14 des Versammlungsgesetzes (VersammlG) verboten. Das Gericht stellte einen Verstoß gegen die Versammlungsfreiheit fest und gab der Beschwerde statt. In diesem Grundsatzurteil erarbeitete das Bundesverfassungsgericht einige grundlegende Richtlinien zur Auslegung des Artikel 8 und beurteilte das Verhältnis des Grundrechts zum Versammlungsgesetz.

## Schutzbereich
Die Versammlungsfreiheit schützt den Bürger vor Beschränkungen seines Rechts, sich zu versammeln. Hierzu gewährleistet sie eine Freiheitssphäre, in die Hoheitsträger nur unter bestimmten Voraussetzungen eingreifen dürfen. Diese Sphäre wird als Schutzbereich bezeichnet. Sofern ein Hoheitsträger in diesen eingreift und dies verfassungsrechtlich nicht gerechtfertigt ist, verletzt er hierdurch die Versammlungsfreiheit.
Die Rechtswissenschaft unterscheidet zwischen dem persönlichen und dem sachlichen Schutzbereich. Der persönliche Schutzbereich bestimmt, wer durch das Grundrecht geschützt wird. Der sachliche Schutzbereich bestimmt, welche Freiheiten durch das Grundrecht geschützt werden.

### Persönlich
Träger des Grundrechts aus Art. 8 Absatz 1 GG sind alle Deutschen. Als Deutsche gelten gemäß Art. 116 Absatz 1 GG alle deutschen Staatsbürger. Personen, welche die deutsche Staatsangehörigkeit nicht besitzen, werden daher nicht durch Art. 8 GG geschützt. Sie haben jedoch ebenfalls das Recht, sich frei zu versammeln. Verfassungsrechtlich ist dieses im Grundrecht der allgemeinen Handlungsfreiheit (Art. 2 Absatz 1 GG) verankert. Infolgedessen findet lediglich die ausdifferenzierte Regelungssystematik auf Versammlungen von Ausländern keine Anwendung. Einfachgesetzlich folgt für jedermann aus § 1 Absatz 1 VersammlG ein Versammlungsrecht.
Umstritten ist in der Rechtswissenschaft, ob sich Bürger aus anderen Mitgliedstaaten der Europäischen Union auf Art. 8 Absatz 1 GG berufen können. Nach einer Ansicht gebietet das Diskriminierungsverbot des Art. 18 des Vertrags über die Arbeitsweise der Europäischen Union (AEUV), dass Unionsbürger im Rahmen der Deutschenrechte als Deutsche behandelt werden. Hiernach wären auch sie Träger des in Art. 8 Absatz 1 GG formulierten Grundrechts. Die Gegenauffassung geht davon aus, dass eine solche Auslegung dem eindeutigen Wortlaut der Deutschenrechte widerspricht. Die durch Art. 18 AEUV gebotene Gleichbehandlung lasse sich dadurch gewährleisten, dass die Wertungen des Art. 8 Absatz 1 GG bei der Anwendung von Art. 2 Absatz 1 GG auf EU-Ausländer Anwendung finden. Das Bundesverfassungsgericht hat sich zu dieser Frage noch nicht eindeutig positioniert. Diese Streitfrage, die auch bei anderen Deutschenrechten, etwa der Berufsfreiheit (Art. 12 Absatz 1 GG) besteht, besitzt bei der Versammlungsfreiheit jedoch eine geringe praktische Relevanz, da sich die Versammlungsgesetze nicht auf Deutsche beschränken, sondern jedermann das Versammlungsrecht zubilligen.
Inländische Personenvereinigungen, insbesondere juristische Personen des Privatrechts, können nach Maßgabe von Art. 19 Absatz 3 GG Träger der Versammlungsfreiheit sein. Eine juristische Person ist inländisch, falls sich ihr tatsächlicher Handlungsmittelpunkt im Gebiet der Bundesrepublik befindet. Damit ein Grundrecht auf eine Personenvereinigung anwendbar ist, muss es seinem Wesen nach auf diese anwendbar sein. Für die Versammlungsfreiheit ergibt sich die wesensmäßige Anwendbarkeit daraus, dass Personenvereinigungen in der Lage sind, Veranstaltungen zu organisieren und durchzuführen.
Neben dem Grundgesetz der Bundesrepublik Deutschland ist das Versammlungsrecht auch Gegenstand deutscher Landesverfassungen. Diese billigen das Recht, sich frei zu versammeln, unterschiedlichen Personengruppen zu: Die Verfassung von Berlin spricht es „allen Männern und Frauen“ zu, die Verfassung des Landes Brandenburg „allen Menschen“ und die Verfassung des Landes Hessen „allen Deutschen“.

### Sachlich
Das Grundgesetz definiert den Begriff der Versammlung nicht. Das Bundesverfassungsgericht versteht hierunter eine örtliche Zusammenkunft mehrerer Personen zu einem gemeinsamen Zweck.
Uneinigkeit herrscht in der Rechtswissenschaft darüber, wie viele Personen eine Versammlung mindestens voraussetzt. Die vorherrschende Auffassung geht davon aus, dass bereits zwei Personen eine Versammlung bilden, da bereits ab dieser Größe die Schutzfunktion des Art. 8 GG sinnvoll zum Tragen kommen kann. Andere Stimmen fordern drei oder sieben Teilnehmer. Die praktische Bedeutung dieser Streitfrage ist jedoch gering, da regelmäßig mehr als sieben Personen eine Versammlung bilden. Daher hat das Bundesverfassungsgericht hierzu bislang keine Stellung bezogen.
Durch das Erfordernis eines gemeinsamen Zwecks unterscheidet sich die Versammlung von der bloßen Menschenansammlung, die etwa bei einer Gruppe von Schaulustigen vorliegt. Umstritten ist in der Rechtswissenschaft, welche Qualität der gemeinsame Zweck aufweisen muss. Das Bundesverfassungsgericht vertritt den engen Versammlungsbegriff. Hiernach schützt Art. 8 GG nur solche Versammlungen, die der öffentlichen Meinungsbildung dienen. Nicht als Versammlung bewertete es daher beispielsweise die Loveparade, da diese lediglich dazu diente, kollektiv ein Lebensgefühl zur Schau zu stellen. Das Gericht argumentiert damit, dass die Versammlungsfreiheit historisch in engem Zusammenhang mit der freien politischen Kommunikation steht. Das Grundrecht bezwecke daher vorrangig den Schutz der kollektiven Meinungsbildung und -kundgabe. Gegen diese Auffassung führen zahlreiche Rechtswissenschaftler an, dass sie den Schutzbereich des Art. 8 GG zu stark einenge. Für die Schutzwürdigkeit einer Zusammenkunft sei ohne Belang, ob sie sich auf die öffentliche Meinungsbildung richte. Der Zweck der Versammlungsfreiheit bestehe darin, die kollektive Entfaltung der Persönlichkeit durch das Veranstalten von Versammlungen zu fördern. Darüber hinaus bestehe bei der engen Betrachtungsweise die Gefahr, dass der Versammlungsbegriff nicht mehr so flexibel und anpassungsfähig gehandhabt wird, wie es für einen effektiven Grundrechtsschutz erforderlich wäre. Daher müsse der gemeinsame Zweck keine besondere Qualität besitzen.
Der Schutzbereich des Artikel 8 GG ist nicht abhängig davon, ob eine Versammlung anmeldepflichtig und dementsprechend angemeldet ist, er endet jedoch mit der rechtmäßigen Auflösung der Versammlung. Ebenfalls unerheblich ist die konkrete Bezeichnung. Einzig maßgeblich ist, ob der sachliche Schutzbereich des Art. 8 GG erfüllt ist, weshalb auch beispielsweise die so genannten „Corona-Spaziergänge“ in der Regel unter den grundgesetzlichen Versammlungsbegriff fallen.

#### Friedlich und waffenlos
Da die Versammlungsfreiheit der kollektiven Kommunikation dient, schützt Art. 8 GG lediglich solche Versammlungen, die friedlich und waffenlos verlaufen.
Eine Versammlung ist waffenlos, falls ihre Teilnehmer weder Waffen im Sinne des Waffengesetzes noch andere Gegenstände mitführen, die sich zur Verletzung fremder Rechtsgüter eignen und hierzu bestimmt sind. Schutzwaffen, etwa Schilde und Masken, stellen keine Waffen dar.
Friedlich verhält sich eine Versammlung, die gewaltfrei verläuft und keine fremden Rechtsgüter gefährdet. Das Kriterium der Friedlichkeit legt das Bundesverfassungsgericht weit aus, da es in der Natur insbesondere großer Versammlungen liegt, das alltägliche Geschehen zu stören. In Anlehnung an das Versammlungsgesetz erachtet es eine Versammlung erst dann als unfriedlich, wenn sie als Ganzes einen gewalttätigen oder aufrührerischen Verlauf nimmt. Dies trifft zu, wenn von der Versammlung Gewalttätigkeiten und Gefährdungen ausgehen, etwa aggressive Ausschreitungen gegen Personen oder Sachen. Gewalttätigkeit liegt bei einem aktiven körperlichen Einwirken auf ein fremdes Rechtsgut vor. Der Gewaltbegriff ist damit im Rahmen des Art. 8 GG enger gefasst als im Strafrecht. Daher kann eine Sitzblockade zwar den objektiven Tatbestand der Nötigung mit Gewalt (§ 240 StGB) erfüllen, aber dennoch als friedliche Versammlung gelten. Verstöße gegen Rechtsvorschriften führen nicht zwangsläufig zur Bewertung einer Versammlung als unfriedlich, da das Kriterium der Friedlichkeit andernfalls neben dem einfachen Gesetzesvorbehalt des Art. 8 Absatz 2 GG, der die Beschränkung der Versammlungsfreiheit erlaubt, funktionslos wäre. Dies umfasst auch Verstöße einzelner Teilnehmer gegen das Strafrecht.
Die Annahme von Unfriedlichkeit setzt weiterhin voraus, dass die Gewalt von der Mehrheit der Versammlungsteilnehmer ausgeht oder zumindest gebilligt wird. Daher wird eine Versammlung nicht bereits dadurch unfriedlich, dass sich einzelne Teilnehmer unfriedlich verhalten. Sofern eine Versammlung in friedliche und unfriedliche Gruppen zerfällt, kommt die Versammlungsfreiheit zu Gunsten der friedlichen Gruppe uneingeschränkt zur Geltung.
Die Annahme von Unfriedlichkeit kommt auch in Betracht, falls Gewalttätigkeiten lediglich drohen. Wegen des grundrechtlichen Schutzes von Versammlungen fordert das Bundesverfassungsgericht hierfür eine Prognose, die eine hohe Wahrscheinlichkeit für Gewalttätigkeiten annimmt. Als Indiz hierfür betrachtet die Rechtsprechung das vermummte Auftreten von Versammlungsteilnehmern.

#### Geschütztes Verhalten

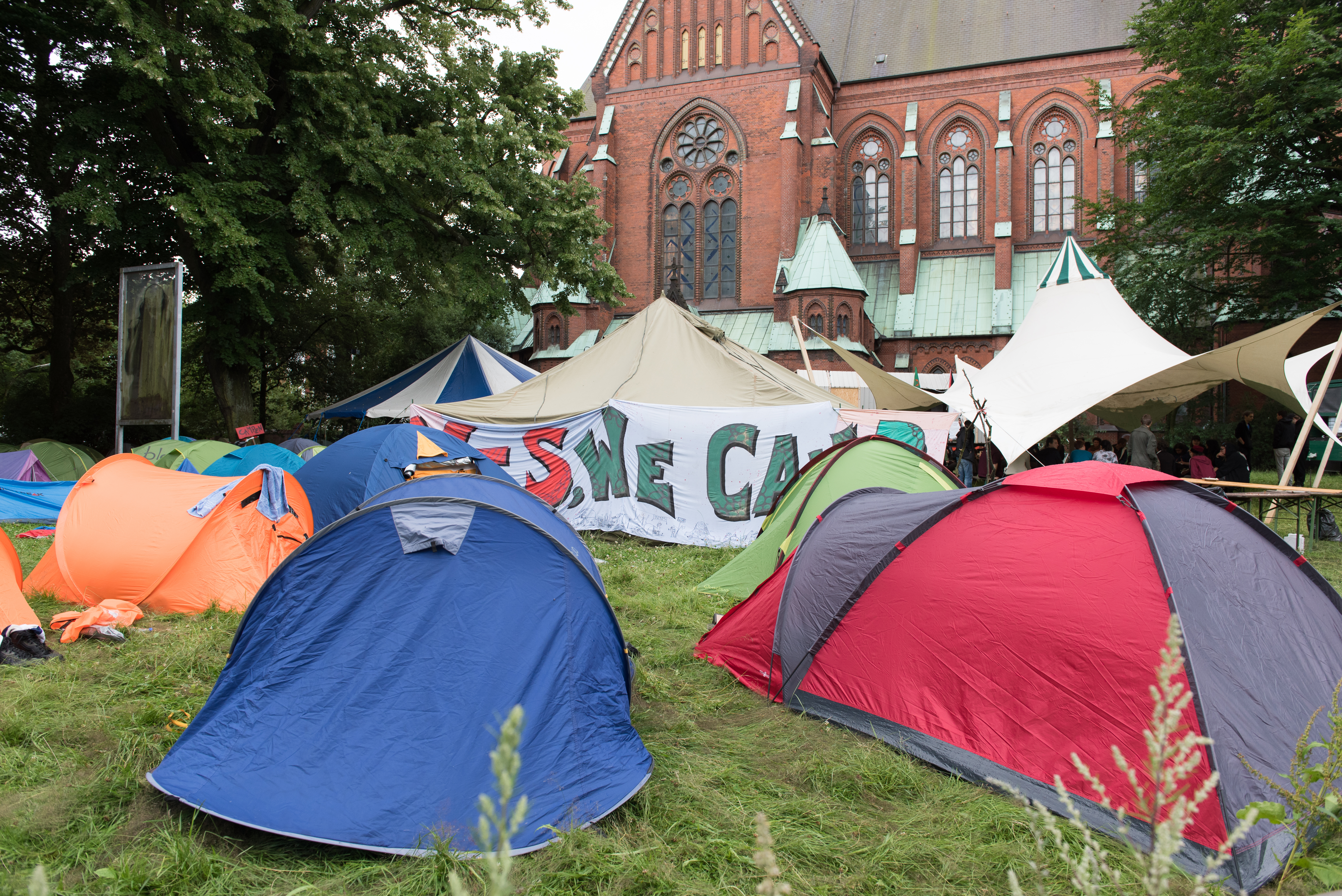
Protestcamp vor der St.-Johannis-Kirche in Hamburg-Altona

Das durch die Versammlungsfreiheit geschützte Verhalten umfasst die Vor- und Nachbereitung einer Versammlung, die Wahl des Ortes und des Zeitpunktes der Durchführung, die Organisation sowie deren Ausgestaltung. Das Recht auf freie Ortswahl begründet allerdings grundsätzlich kein Recht, fremdes Grundeigentum ohne Erlaubnis des Eigentümers zu nutzen. Im Zuge des G20-Gipfels in Hamburg 2017 kam die Frage auf, ob und unter welchen Voraussetzungen Protestcamps als Bestandteil einer Versammlung gelten. Dies ist in der Rechtswissenschaft noch nicht abschließend geklärt.
Wenn allerdings ein ansonsten zugangs- und zweckbeschränker Ort wie ein Friedhof durch eine öffentliche Gedenkveranstaltung zu einem allgemeinen kommunikativen Forum wird, dann gilt der Schutzbereich des Artikel 8 auch für Gegendemonstranten einer solchen Veranstaltung.
Nicht geschützt wird das Hinzutreten zu einer Versammlung, um diese zu schädigen, da dieses Verhalten nicht schutzwürdig ist. Weiterhin dient die Versammlungsfreiheit nicht dem Schutz von Tätigkeiten in Versammlungsform, die Einzelpersonen verboten wären. Schließlich folgt aus dem Grundrecht kein Anspruch eines ausländischen Staatsoberhaupts darauf, im Inland in politischer Funktion aufzutreten. Andernfalls würden die spezielleren Vorschriften zur Außenpolitik umgangen.

### Grundrechtskonkurrenzen
Sofern in einem Sachverhalt der Schutzbereich mehrerer Grundrechte betroffen ist, stehen diese zueinander in Konkurrenz.
Als besonderes Freiheitsrecht ist Art. 8 GG spezieller gegenüber der allgemeinen Handlungsfreiheit (Art. 2 Absatz 1 GG). Anhand von Art. 2 Absatz 1 GG beurteilen sich daher Versammlungen nur so weit, wie sie nicht unter Art. 8 GG fallen. Dies trifft insbesondere auf Versammlungen von Ausländern zu.
Die Kommunikationsgrundrechte des Art. 5 GG stehen aufgrund ihres von Art. 8 GG verschiedenen Schutzzwecks grundsätzlich neben der Versammlungsfreiheit. Der Schutzbereich beider Grundrechte ist häufig bei Demonstrationen eröffnet. Soweit sich ein Grundrechtseingriff ausschließlich gegen eine Äußerung in Zusammenhang mit der Versammlung richtet, ist allerdings ausschließlich Art. 5 GG betroffen.
Ebenfalls neben der Versammlungsfreiheit steht aufgrund ihres eigenständigen Schutzguts die durch Art. 9 GG geschützte Vereinigungsfreiheit.

## Eingriff
Ein Eingriff liegt vor, wenn der Gewährleistungsinhalt eines Grundrechts durch hoheitliches Handeln verkürzt wird.
Art. 8 Absatz 1 GG nennt zwei typische Formen des zielgerichteten Eingriffs in die Versammlungsfreiheit: Die Verpflichtung zur Anmeldung und zur Genehmigung einer Versammlung. Um weitere sich häufig ereignende Eingriffe handelt es sich beim Erlass von Auflagen gegen die Versammlung, beim Ausschluss von Teilnehmern sowie bei der Versammlungsauflösung. Ebenso besitzt die Anfertigung von Aufnahmen von Versammlungsteilnehmern Eingriffscharakter, da dies einen einschüchternden Effekt auf die Bürger haben kann, der vom Gebrauch der Versammlungsfreiheit abhalten kann. Schließlich können auch rein tatsächliche Behinderungen einer Versammlung einen Grundrechtseingriff darstellen, beispielsweise das Erschweren des Zugangs zum Ort der Versammlung.

## Rechtfertigung eines Eingriffs

### Einfacher Gesetzesvorbehalt

#### Art. 8 GG

##### Versammlung unter freiem Himmel
Liegt ein hoheitlicher Eingriff in die Versammlungsfreiheit vor, ist dieser rechtmäßig, wenn er verfassungsrechtlich gerechtfertigt ist. Unter welchen Voraussetzungen eine Rechtfertigung möglich ist, richtet sich gemäß Art. 8 Absatz 2 GG nach den Umständen, unter denen eine Versammlung veranstaltet wird: Versammlungen unter freiem Himmel dürfen hiernach kraft einfachen Gesetzes eingeschränkt werden. Mit dem Begriff der Versammlung unter freiem Himmel beschrieb der Verfassungsgeber eine Versammlung, die an einem Ort abgehalten wird, welcher der Öffentlichkeit frei zugänglich ist. Dies trifft typischerweise auf solche Versammlungen zu, die auf öffentlichen Wegen und Plätzen stattfinden. Auch Versammlungen, die sich innerhalb von Gebäuden ereignen, können als unter freiem Himmel geltend stattfinden, sofern sie der Öffentlichkeit zugänglich sind. Dies bejahte das Bundesverfassungsgericht beispielsweise für eine Versammlung im Frankfurter Flughafen.
Dass Art. 8 Absatz 2 GG einen spezifischen Gesetzesvorbehalt zum Eingriff in Versammlungen unter freiem Himmel bietet, beruht auf dem besonderen Regelungsbedürfnis, das bei derartigen Versammlungen besteht: Öffentlich zugängliche Versammlungen neigen eher zu Konflikten mit ihrer Umgebung als Versammlungen, die sich räumlich von ihrer Umgebung abgrenzen. Daher besteht aus Sicht des Staates ein größeres Bedürfnis danach, den Verlauf der Versammlung zu kontrollieren. Ein Eingriff kann unmittelbar durch ein Parlamentsgesetz erfolgen, beispielsweise durch das Versammlungsgesetz des Bundes, oder durch einen Rechtsakt, der auf Basis eines Parlamentsgesetzes erlassen wird, beispielsweise ein Verwaltungsakt.
Nach dem in Art. 19 Absatz 1 Satz 2 GG normierten Zitiergebot muss ein Gesetz, das die Versammlungsfreiheit einschränkt, dies unter Angabe des Art. 8 GG ausdrücklich nennen. Das Zitiergebot soll dem Gesetzgeber deutlich machen, dass er ein Grundrecht beschränkt. Im Versammlungsgesetz des Bundes (VersammlG) geschah dies beispielsweise durch § 20 VersammlG.

##### Versammlungsgesetz des Bundes
Eine zentrale Rechtsquelle, aus der sich Beschränkungen der Versammlungsfreiheit ergeben, stellt das Versammlungsgesetz des Bundes von 1953 dar. Dieses regelt den rechtlichen Rahmen von Versammlungen. Als spezielleres Gesetz verdrängt es das allgemeine Polizei- und Ordnungsrecht. Daher können hoheitliche Eingriffe insbesondere in laufende Versammlungen grundsätzlich lediglich auf das Versammlungsgesetz gestützt werden. Diese Sperrwirkung des Versammlungsrechts wird in der Rechtswissenschaft als Polizeifestigkeit der Versammlungsfreiheit bezeichnet. Der Vorrang des Versammlungsgesetzes reicht jedoch nur so weit, wie dieses eigene Regelungen enthält. In Angelegenheiten, die es nicht erfasst, ist daher der Rückgriff auf andere Gesetze möglich. Nicht gesperrt sind daher unter anderem Regelungen zur Abwehr von Gefahren, die nicht versammlungsspezifisch, sondern beispielsweise bau- oder gesundheitsrechtlicher Art sind.
Das Versammlungsgesetz wurde auf Grundlage der früheren Bundeskompetenz zur Regelung des Versammlungsrechts erlassen. Im Zuge der Föderalismusreform von 2006 übertrug der Bund diese Kompetenz auf die Bundesländer. Infolgedessen erließen einige Länder eigene Versammlungsgesetze, etwa Bayern, Niedersachsen, und Sachsen. In den übrigen Ländern beurteilt sich das Versammlungsrecht gemäß Art. 125a Absatz 1 Satz 1 GG weiterhin maßgeblich nach dem Versammlungsgesetz des Bundes.
Praktisch bedeutsame Eingriffe in die Versammlungsfreiheit stellen der Erlass von Auflagen, die Anmeldepflicht, das Verbot sowie die Auflösung von Versammlungen dar.

###### Beschränkungen

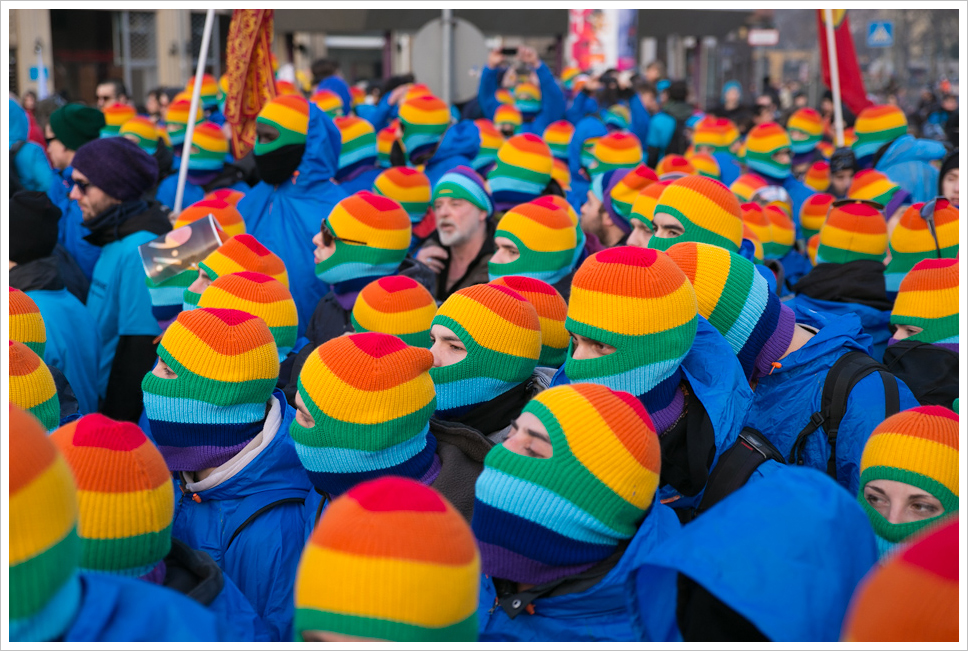
Vermummte Demonstranten in Frankfurt

Da sich die Versammlungsfreiheit auf den Schutz friedlicher Versammlungen beschränkt, verbietet § 2 Absatz 3 VersammlG das Mitführen von Waffen und sonstiger gefährlicher Gegenstände bei einer Versammlung. Gemäß § 27 Absatz 1 VersammlG stellt dies eine Straftat dar. Ebenso strafbar ist es, entgegen § 17a Absatz 1 VersammlG Schutzwaffen gegen Vollstreckungsmaßnahmen eines Trägers von Hoheitsbefugnissen mit sich zu tragen. Tatbestandsmäßig sind beispielsweise Masken, Körperpolster und Kampfsportausrüstung. Weiterhin folgt aus § 17a Absatz 2, § 29 Absatz 1 Nummer 1 a VersammlG ein strafbewehrtes Vermummungsverbot. Hiernach ist es verboten, das Gesicht zu verdecken und Gegenstände mitzuführen, die dazu geeignet und bestimmt sind, die Feststellung der Identität zu verhindern. Unzulässig sind somit beispielsweise Sturmhauben und Masken.

###### Anmeldepflicht
Gemäß § 14 VersammlG ist der Veranstalter einer Versammlung verpflichtet, diese spätestens 48 Stunden vor Bekanntgabe ihrer Durchführung bei der nach Landesrecht zuständigen Behörde anzumelden. Oft handelt es sich hierbei um die Ordnungsbehörde.
Die Anmeldepflicht kollidiert mit der ausdrücklichen Garantie des Art. 8 Absatz 1 GG, dass sich Bürger jederzeit ohne Anmeldung oder Erlaubnis versammeln dürfen. Das Bundesverfassungsgericht und die vorherrschende Auffassung in der Rechtswissenschaft betrachten § 14 VersammlG dennoch als verfassungskonform und nehmen eine Rechtsfortbildung in Form einer teleologischen Reduktion vor. Spontanversammlungen (vgl. Brokdorf-Beschluss) sind hiernach von der Pflicht zur vorherigen Anmeldung befreit, da eine vorherige Anmeldung mangels eines koordinierenden Veranstaltungsleiters nicht möglich ist. Auf Eilversammlungen findet die 48-Stunden-Frist keine Anwendung, da es in deren Natur liegt, sich innerhalb besonders kurzer Zeit zu bilden, sodass eine fristgerechte Anmeldung meist nicht möglich ist. Auch die Strafbarkeit der Durchführung einer unangemeldeten Versammlung, die sich aus § 26 VersammlG ergibt, betrachtet das Bundesverfassungsgericht wegen der teleologischen Reduktion des § 14 VersammlG als verfassungskonform.
Der Handhabung des § 14 VersammlG durch die vorherrschende Auffassung werfen einige Rechtswissenschaftler vor, dass sie die Grenzen der Auslegung überschreite: Der Wortlaut des § 14 VersammlG sei zu eindeutig, als dass eine Rechtsfortbildung in Frage käme. Daher sei diese methodisch unzulässig, sodass die Norm als verfassungswidrig bewertet werden müsse.

###### Versammlungsverbot und Erlass einer Auflage oder Beschränkung
Das Recht zum Verbot einer Versammlung unter freiem Himmel ergibt sich aus § 15 Absatz 1 VersammlG. Hiernach darf die zuständige Behörde eine Versammlung verbieten oder von bestimmten Auflagen oder Beschränkungen abhängig machen, falls nach den zur Zeit des Erlasses der Verfügung erkennbaren Umständen die öffentliche Sicherheit oder Ordnung bei Durchführung der Versammlung unmittelbar gefährdet ist. Eine Gefahr liegt vor, falls bei ungehindertem Fortgang des Geschehens in absehbarer Zeit die Schädigung eines Schutzguts droht.

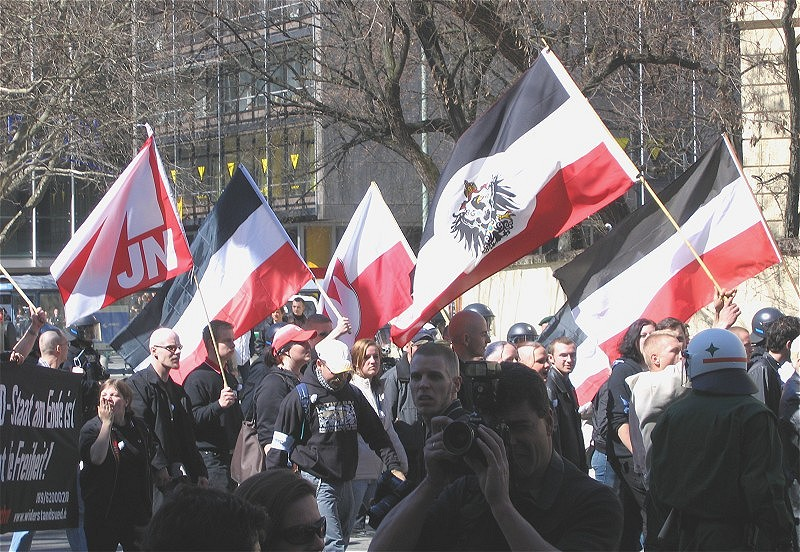
Neonazi-Demonstration am 2. April 2005 in München

Das Schutzgut der öffentlichen Sicherheit umfasst die Unversehrtheit der Rechtsordnung und von Individualrechtsgütern sowie die Funktionsfähigkeit öffentlicher Einrichtungen. Eine Gefahr besteht beispielsweise, falls eine Versammlung droht, Leib und Eigentum Dritter zu schädigen. Auch die drohende Begehung von Straftaten, etwa Volksverhetzungen (§ 130 StGB), stellt eine Gefahr dar.
Das Schutzgut der öffentlichen Ordnung erfasst alle ungeschriebenen Regeln für das Verhalten des Einzelnen in der Öffentlichkeit, deren Beachtung nach allgemeiner Anschauung als unerlässliche Voraussetzung für ein gedeihliches Zusammenleben betrachtet werden. Strittig ist in der Rechtswissenschaft, unter welcher Voraussetzung die Gefährdung dieses Rechtsguts genügt, um gegen eine Versammlung vorzugehen. Von großer praktischer Bedeutung ist diese Streitfrage für das Verbot rechtsextremer Versammlungen, bei denen Volksverhetzungen oder andere Straftaten nicht zu erwarten sind. Mangels drohender Straftaten bestand keine Gefahr für die öffentliche Sicherheit. Daher stützten Behörden Verbote regelmäßig auf einen Verstoß gegen die öffentliche Ordnung. Sie argumentierten damit, dass diese Versammlungen durch ihre Zielsetzung das allgemeine Anstandsgefühl verletzten. Diese Beurteilung kollidierte mit der Versammlungsfreiheit sowie der Meinungsfreiheit, da sich der Vorwurf der Verletzung der öffentlichen Ordnung gegen den thematischen Inhalt der Versammlung richtete. Das Bundesverfassungsgericht entschied in mehreren Beschlüssen, dass eine Gefahr für das äußerst unbestimmte Rechtsgut der öffentlichen Ordnung im Regelfall nicht genügt, um die Versammlungsfreiheit zu beschränken. Der Gesetzgeber schuf infolgedessen zwei neue Rechtsnormen: Gemäß § 15 Absatz 2 VersammlG dürfen Versammlungen verboten werden, die an einer durch Landesrecht als solche bestimmten Gedenkstätte von historischer Bedeutung an die Opfer der Behandlung unter der nationalsozialistischen Gewalt- und Willkürherrschaft erinnern. Dies setzt voraus, dass nach den zur Zeit des Erlasses der Verfügung feststellbaren Umständen zu besorgen ist, dass durch die Versammlung oder den Aufzug die Würde der Opfer beeinträchtigt wird.
Beim Verbot einer Versammlung handelt es sich um einen schweren Eingriff in die Versammlungsfreiheit. Daher ist sie regelmäßig nur verhältnismäßig, falls der handelnden Behörde keine anderen Mittel zur Verfügung stehen, um die Gefahr abzuwehren. Hoheitsträger sind daher gehalten, Eingriffe geringerer Intensität zu ergreifen, soweit dies möglich ist. Gemäß § 15 Absatz 1 VersammlG kann die Behörde insbesondere die Durchführung einer Versammlung von der Erfüllung einer Auflage abhängig machen. Hierbei handelt es sich um eine zusätzliche Regelung, beispielsweise die Pflicht zum Einsatz von Ordnern oder die Erfassung von Personalien.

###### Auflösung einer Versammlung
§ 15 Absatz 3 VersammlG ermächtigt die Polizei zur Auflösung einer laufenden Versammlung unter freiem Himmel. Er setzt hierfür voraus, dass die Versammlung nicht angemeldet ist, sie von den Angaben der Anmeldung abweicht, gegen eine Auflage verstößt oder die Voraussetzungen eines Verbots vorliegen. Dass bereits der Verstoß gegen die Anmeldepflicht zur Auflösung genügt, wird allgemein als unverhältnismäßig angesehen. Daher legt die vorherrschende Auffassung in der Rechtswissenschaft die Norm diesbezüglich verfassungskonform aus: Eine Auflösung wegen Verletzung der Anmeldepflicht setzt zusätzlich voraus, dass aufgrund der unterbliebenen Anmeldung von der Versammlung eine konkrete Gefahr für ein bedeutendes Rechtsgut ausgeht. Bei Spontan- und Eilversammlungen ermöglicht die unterbliebene Anmeldung keine Auflösung. Findet eine verbotene Versammlung statt, muss diese gemäß § 15 Absatz 4 VersammlG aufgelöst werden.
Infolge einer Auflösung sind die Versammlungsteilnehmer verpflichtet, sich unverzüglich vom Versammlungsort zu entfernen. Mit der Auflösung endet der Schutz des Versammlungsgesetzes in zeitlicher Hinsicht, sodass allgemeines Polizeirecht wieder vollumfänglich anwendbar wird. So kann etwa die Entfernungspflicht durch Aussprechen und Vollstrecken eines Platzverweises oder einer Ingewahrsamnahme durchgesetzt werden.
§ 15 Absatz 3 VersammlG ermächtigt nach überwiegender Auffassung in der Rechtswissenschaft auch zum Ergreifen anderer Maßnahmen, die milder als die Auflösung sind. Als solche kommen etwa die Beschlagnahme von Transparenten und Bannern in Frage. Diese Auffassung argumentiert damit, dass unter den Voraussetzungen, welche die Auflösung einer Versammlung rechtfertigen, erst recht die mildere Maßnahmen zulässig sein.

###### Weitere Maßnahmen
Gemäß § 18 Absatz 3 VersammlG darf die Polizei Teilnehmer von einer Versammlung ausschließen, welche die Ordnung gröblich stören. Ferner dürfen Behörden gemäß § 19a VersammlG Bild- und Tonaufnahmen von Versammlungsteilnehmern bei oder im Zusammenhang mit Versammlungen anfertigen. Dies erfordert eine erhebliche Gefahr für die öffentliche Sicherheit oder Ordnung.

#### Art. 17a GG
Einen weiteren Gesetzesvorbehalt enthält Art. 17a GG. Hiernach darf die Versammlungsfreiheit durch Gesetze über Wehrdienst und Ersatzdienst für Angehörige der Streitkräfte und des Ersatzdienstes beschränkt werden. Eine entsprechende Regelung enthält beispielsweise § 15 Absatz 3 des Soldatengesetzes, der Soldaten verbietet, in Uniform an politischen Veranstaltungen teilzunehmen.

### Verfassungsimmanente Schranken
Versammlungen, die nicht unter freiem Himmel stattfinden, stehen mit Ausnahme des Art. 17a GG unter keinem Gesetzesvorbehalt. Jedoch erkennt das Bundesverfassungsgericht auch für solche Versammlungen die Möglichkeit der gesetzlichen Beschränkung an. Diese kann sich aus Verfassungsrecht ergeben, das mit der Versammlungsfreiheit kollidiert. Diese Beschränkungsmöglichkeit beruht darauf, dass sich Verfassungsbestimmungen als gleichrangiges Recht nicht gegenseitig verdrängen, sondern im Fall einer Kollision in ein Verhältnis praktischer Konkordanz gebracht werden. Das erfordert eine Abwägung zwischen der Versammlungsfreiheit und dem kollidierenden Gut. Es soll ein möglichst schonender Ausgleich hergestellt werden, der nach beiden Seiten hin jedem Verfassungsgut möglichst weit reichende Geltung verschafft. Ein auf die Verletzung eines Verfassungsguts gestützter Eingriff in die Versammlungsfreiheit bedarf außerdem einer gesetzlichen Konkretisierung.
Der Eingriff in eine Versammlung, die nicht unter Art. 8 Absatz 2 GG fällt, setzt daher voraus, dass deren Durchführung mit einem Gut von Verfassungsrang kollidiert. Dies kommt etwa bei einer unmittelbaren Gefährdung der körperlichen Unversehrtheit von Personen in Betracht, die durch Art. 2 Absatz 2 Satz 1 GG geschützt wird. Für öffentliche Versammlungen in geschlossenen Räumen enthält das Versammlungsgesetz in § 5 – § 13 VersammlG mehrere Bestimmungen, die zum Schutz von Verfassungsgütern Eingriffe in öffentliche Versammlungen in geschlossenen Räumen erlauben. So erlaubt beispielsweise § 13 Absatz 1 Nummer 2 VersammlG die Auflösung einer Versammlung, die einen gewalttätigen oder aufrührerischen Verlauf nimmt oder bei der eine unmittelbare Gefahr für Leben und Gesundheit der Teilnehmer besteht.
Für nichtöffentliche Versammlungen in geschlossenen Räumen sind die Vorschriften des Versammlungsgesetzes nicht anwendbar. Allerdings kann es bei diesen gestützt auf das allgemeine Polizeirecht zu einer Einschränkung der Versammlungsfreiheit kommen.
Das Zitiergebot des Art. 19 Absatz 1 Satz 2 GG findet auf vorbehaltlos gewährleistete Grundrechte wie die Versammlungsfreiheit nichtöffentlicher Versammlungen keine Anwendung.